# Parti szűrésű kút
Egy parti szűrésű kút a homokos, kavicsos vízáteresztő rétegek szűrőképességét használja ki víz kitermelésére egy folyó- vagy állóvíz közelében. A vizet nem csak a homok és kavics szűri, hanem a szűrőréteg flórája is tisztítja. A kutat a vízparttól 10-30 méterre létesítik, mivel utánpótlását a felszíni vízből kapja. Kitermelési módja és a kitermelt víz minősége is azonos a felszínalatti vizekével és tekinthető azok részének is. 
A kút a medret megcsapolja és abba vizet vissza is táplál – a mederrel folyamatos hidraulikai kapcsolatban áll.